# Kościół Świętego Mikołaja w Zawierciu
Kościół Świętego Mikołaja w Zawierciu – rzymskokatolicki kościół parafialny znajdujący się w dzielnicy Zawiercia - Kromołowie. Mieści się przy ulicy Jurajskiej. W 1651 kościół został zamieniony przez Bonerów na zbór ariański.

## Architektura
Jest to najstarsza świątynia katolicka w mieście. Jest to kościół murowany, jednonawowy. Jego prezbiterium zakończone jest trójkątną apsydą. Świątynia powstała w XVI wieku, lecz tradycjami swymi sięga wieku XIV. Późniejsze przebudowy i przybudówki znacznie zmieniły jej bryłę. Nad drzwiami do zakrystii umieszczony jest gryf – herb rodu Cromoli - założycieli Kromołowa. Pod ołtarzem głównym znajduje się grób jednego z członków rodu, pochodzący z XIII wieku.

## Wyposażenie
Świątynia posiada cenne zabytki. Do najważniejszych należą: kropielnica wykonana z kamienia, drzwi do zakrystii, krata z żelaza oddzielająca kaplicę św. Anny od kościelnej nawy, chrzcielnica wykonana z kamienia, posiadająca jednolitą pokrywę, osadzona na stopie, wykonanej z kamienia mieszcząca się w kaplicy św. Izydora; dzwon „Św. Mikołaj” z 1508 roku, przenośne ołtarzyki dwustronne (feretrony) oraz grób znajdujący się pod kaplicą św. Anny. Na uwagę zasługuje pomnik Konstantego Gostkowskiego, generała wojsk polskich z początków XIX w., i jego żony Zuzanny z Jordanów o nietypowym kształcie obelisku. Według tradycji, ciężkie, żelazne drzwi kościelne mają pochodzić z zamku Ogrodzieniec, a według innej legendy - ze zbójnickiego zamku na Okienniku. 
Kościół kromołowski ciągle znajduje fundatorów, którymi są zazwyczaj parafianie. Wśród nowych nabytków autorstwa Zdzisława Lendora znalazły się: misterny Ołtarz Soborowy, ambonka, fotel dla celebransa i dwie ławki dla ministrantów. Wszystkie prace rzeźbione i złocone w arabeski z łodyg roślinnych
Fundatorem jak i wykonawcą oświetlenia w kościele był Piotr Cieśla.

## Zabytek
Kościół został wpisany do rejestru zabytków województwa śląskiego pod numerem 775/67 w dniu 17 czerwca 1967 roku.